# Omega Hydrae
Désignations
Omega Hydrae (en abrégé ω Hya) est une étoile géante de la constellation de l'Hydre, située à l'ouest-sud-ouest de Zeta Hydrae, qui est plus brillante. Elle est visible à l'œil nu avec une magnitude apparente de 4,97. L'étoile présente une parallaxe annuelle de 5,36 mas mesurée par le satellite Gaia, ce qui indique qu'elle est distante d'environ ∼ 608 a.l. (∼ 186 pc) de la Terre. Elle s'éloigne du Système solaire à une vitesse radiale de +26 km/s.
Omega Hydrae est une étoile géante rouge de type spectral K2 II-III, avec la classe de luminosité « II-III » qui indique que son spectre montre des traits intermédiaires entre une géante lumineuse et une géante ordinaire. L'étoile est très probablement (avec une probabilité de 98 %) sur la branche horizontale, ce qui indique qu'elle génère son énergie par la fusion de l'hélium dans son noyau. Elle est estimée être 4,32 fois plus massive que le Soleil et elle est âgée autour de 180 millions d'années. L'étoile tourne lentement sur elle-même à une vitesse de rotation projetée de 2,3 km/s. Son rayon est environ 48 fois plus grand que le rayon solaire, elle est autour de 944 fois plus lumineuse que le Soleil et sa température de surface est de 4 789 K.